# Hirsch (Wappentier)

Hirschwappen: Maasbree

In ungewöhnlicher Farbe: Jedovnice/CZ

Hirsch als Schildhalter: Leeuwarden

Hirsch trinkt am Wasser: Langenbach (Pfalz)

Wappen von Drensteinfurt

Der Hirsch ist in der Heraldik als eine gemeine Figur beliebt. Im Wappen wird er sehr unterschiedlich dargestellt. So kann er schreitend, liegend, stehend oder springend sein.
Bei der Tingierung (heraldische Farbgebung) ist jede Farbe möglich; der Heraldiker beschränkt sich zumeist auf rot oder schwarz. Die Naturfarbe kommt selten vor. Dafür aber oft goldenes oder silbernes Geweih.
Bei der Blasonierung kommt es besonders auf das Geweih an. Die Zahl der sogenannten Enden muss genau blasoniert werden. Auch der gesenkte Kopf hat eine Bedeutung. Der Hirsch wäre dann äsend. Die weite Verbreitung als Wappentier geht auf die Möglichkeit der Verwendung als redendes Wappen zurück. Ein Beispiel ist der schlesische Ort Hirschberg.

## Hirschgeweih
Vielfach findet sich auch nur das Hirschgeweih im Wappen. Dadurch haben auch viele andere Begriffe aus der Jagd Einzug gehalten. Hirschgestänge oder Gestäng sind in den Wappenbeschreibungen zu finden. Oft wird nur eine einzelne Hirschstange, als Halbgestäng dargestellt. Mehrere Stangen werden in gleicher Richtung ausgerichtet. Bekannt ist das Wappen von Württemberg mit den drei Halbgestäng.
Die Geweihe werden auch mit einem Teil der ornamentierten Hirnschale, dem Grind, dargestellt.
Wappen mit einem Hirschen, der ein Kruzifix zwischen dem Geweih hat, beziehen sich auf den heiligen Hubertus als Schutzpatron der Jäger.

## Hirsch mit Fischschwanz
Eine seltene Darstellung ist ein Hirsch mit einem Fischschwanz. Im Wappen der Herren von Lindenberg ist in einem silbernen Schild ein roter Hirschkopffisch.

## Beispiele
Als Wappentier wurde der Hirsch schon von Gebhard III. von Hirschberg 1253 im schildförmigen Siegel und ebenfalls etwa zeitgleich von Gebhard IV. (gestorben 1305) geführt. Siehe auch: Hirschberg (Adelsgeschlecht)

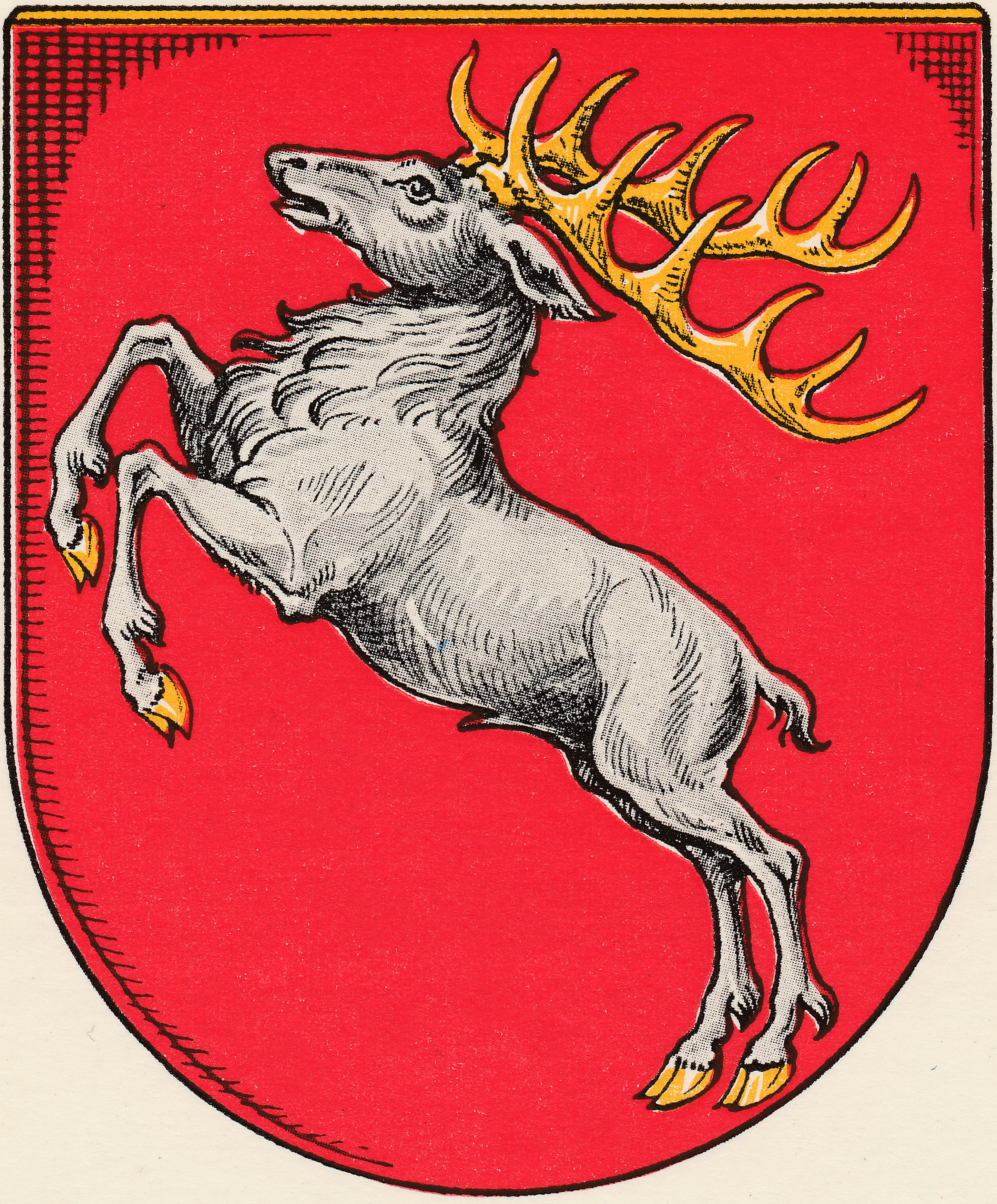
steigend (Landkreis Alfeld/Leine, Siedlungsgebiet der Cherusker, ihr Stammesname wird von „cherut“ = Hirsch abgeleitet)
geflügelter Damhirsch (Alzon FR)
Redendes Wappen von Cerfontaine BE (Cerf=Hirsch)
Hirschsprung: Landkreis Hochschwarzwald
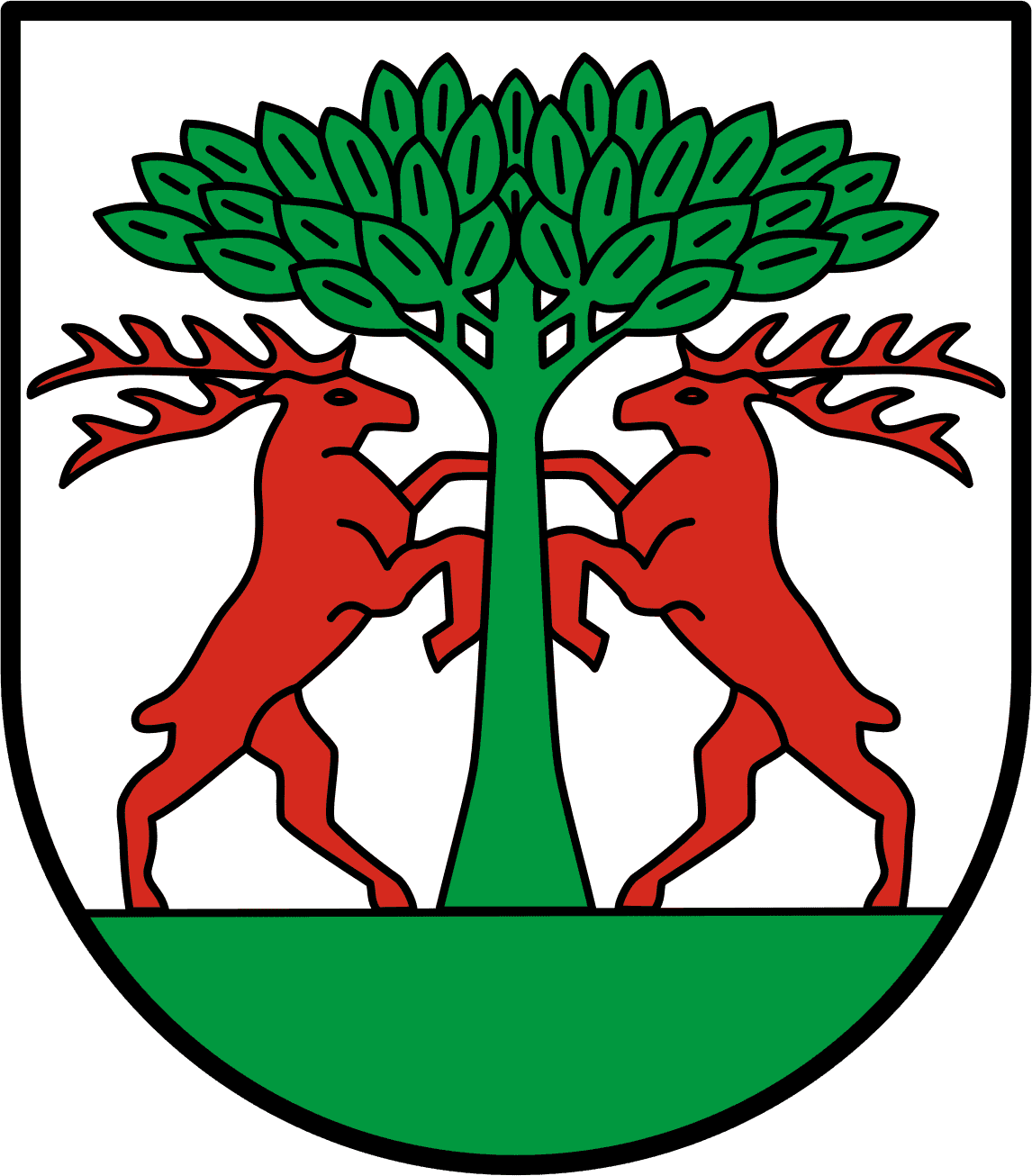
zwei aufgerichtete Hirsche umtanzen einen Laubbaum (Aalen-Fachsenfeld)
ähnlich in Herrischried, hier handelt es sich um eine Tanne
halb sichtbarer Hirsch (Haverlah)
Heist/Elbmarschen mit halbem springendem Tier
Redend auch in: (Hirschhorn/Neckar)
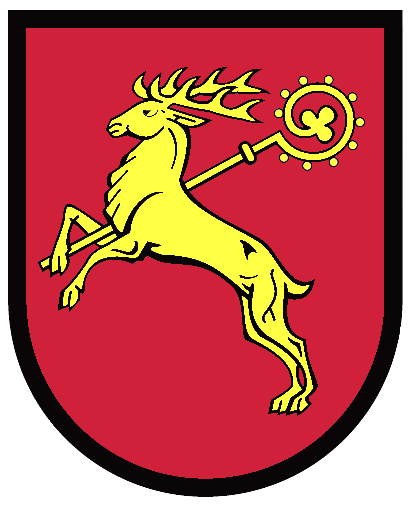
mit Bischofsstab (Hirsau)
Hirschkuh auf Dreiberg (Gipf-Oberfrick CH)
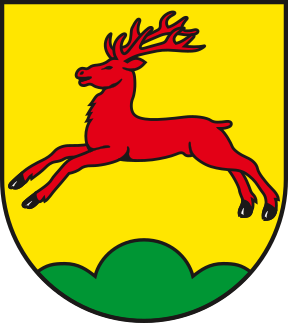
springender Zehnender (Klietz)
springend und goldbewehrt (Lenggries)
schreitend (Åland FI)
springend (Szarvas HU, deutsch Hirschfeld)
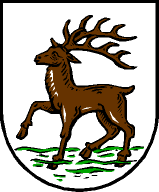
durch ein Gewässer (Furt) schreitend (Lend AT)
Wachsend mit brandenburgischem Adler (Müllrose)
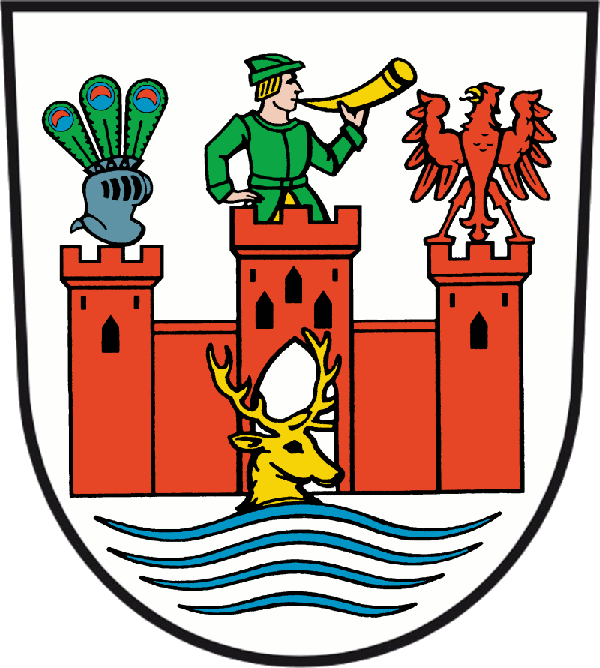
schwimmend, vgl. Sage (Angermünde)
Dreiköpfige Hirschkuh (Cerveteri IT)
Redendes Wappen von Tschierv CH (Bündnerromanisch: Hirsch)
Widersehende Hirschkuh (Zierenberg)
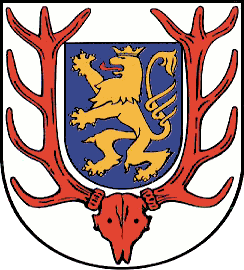
Geweih mit Schädel (Sondershausen)
schreitend mit Wiederkreuz (Mertesheim)
hersehend, mit Hubertuskreuz (Müschede/Sauerland)
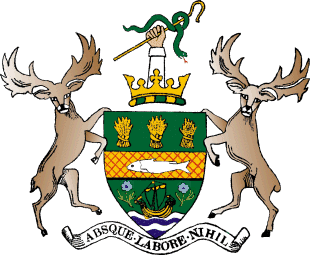
als Schildhalter (County Down/Nordirland)
von einem Pfeil verwundete Hirschkuh (Saint-Gilles-du-Gard FR)